# Споменик Фридриху Енгелсу
Споменик Фридриху Енгелсу (рус. Памятник Фридриху Энгельсу) је споменик постављен 1976. године у Москви у близини станице метроа „Кропоткинсакаја”. Аутори споменика су А. А. Заварзин и А. А. Ушачев, а он има статус културног наслеђа.

## Опште информације
Године 1972. поводом посете председника Сједињених Држава Ричарда Никсона Совјетском Савезу у „трошним” улицама Остроженка и Пречистенка срушене су оронуле куће, а на њихом месту направљен је трг. Првобитно је трг треба да буде већи, међутим пошто су зграде на месту трга имале историјску вредност, избио је локални протест међу Московљанима што је резултирало пристанком власти да не руши зграде, већ да реновира њих и њихову околину. Као резултат тога, трг је постао превише скроман, након чега је, према одлуци Централног комитета КПСС и Савета министара СССР, одлучено да се подигне споменик Фридриху Енгелсу, немачком филозофу и једном од оснивача марксизма.
Дана 2. новембра 1976. године уочи 59. годишњице Октобарске револуције, отоврен је споменик Фридриху Енгелсу уз присуство великог броја људи. Отварању су присустовали и Први секретар МГК КПСС В.В. Гришин, секретар ЦК Комунистичке партије Совјетског Савеза Михаил В. Зимјанин, председник Московског градског већа В. Ф. Промислов, заменик министра културе Совјетског Савеза В. В. Воронков, амбасадор НДР у СССР Г. От (немачки) руски. и други службеници.
В. В. Гришин пресекао је свечану траку, након чега је споменик откривен и зачула се химна Совјетског Савеза. На догађају су били и директор Института марксизма-лењинизма Централног комитета КПСС академик А. Г. Јегоров, херој социјалистичког рада П. А. Новожилов и студент Московског државног универзитета Т. Ј. Зуикова.
Пошто се споменик налази поред станице метроа „Кропоткинскаја“ на некадашњем Кропоткинском тргу, многи Московљани погрешно сматрају да је овај споменик посвећен Петру Кропоткину.
Бронзана скултура Енглеса висока је 6 метара, а налази се постаменту од црвеног гранита. Споменик се налази у средити круга трга у виду платформе поплочане каменим плочама и уоквирене гранитном оградом, где се налазе полукружне клупе. Енглекс је приказан у оригиналној величини са прекрштеним рукама на грудима, а скулптор је настојао да га представи из периода седамдесетих година 19. века, када је он заједно са Карлом Марксом преводио међународни раднички покрет. Споменик и игралиште око њега су практично потпуно преузели парк, услед чега он није посебно обележен на мапама Москве и нема своје име.

## Рефереце
1. ↑  Вестник Мэра и Правительства Москвы № 65 ноябрь 2011 (2189)[мртва веза]
2. 1 2 3  Кожевников Р. Ф. (1983). „Памятник Фридриху Энгельсу”. Скульптурные памятники Москвы. М.: Московский Рабочий.
3. ↑  Юрий Федосюк Москва в кольце Садовых
4. ↑  Константин Михайлов (2010). Москва, которую мы потеряли. М. стр. 294.
5. ↑  Памятник Фридриху Энгельсу // журнал «Огонёк». 1976
6. ↑  Виктор Сутормин По обе стороны Арбата, или Три дома Маргариты